# Paradelia ignotaeformis
Paradelia ignotaeformis är en tvåvingeart som först beskrevs av Johann Andreas Schnabl 1911.  Paradelia ignotaeformis ingår i släktet Paradelia och familjen blomsterflugor. Inga underarter finns listade i Catalogue of Life.